# Krankenanstalten-Zusammenarbeits-Fonds
Der Krankenanstalten-Zusammenarbeitsfonds (KRAZAF) war ein in Österreich von 1978 bis 1996 bestehender Fonds zur Finanzierung von Krankenhäusern.
Gespeist wurde der KRAZAF aus Mitteln der Umsatzsteuer und der Sozialversicherung. Der Fonds verteilte Mittel an gemeinnützige Krankenanstalten  und hatte 1997 ca. 47 Milliarden Schilling. Zusätzlich hatte er eine überregionale Planungs- und Steuerungsfunktion. Um Zuschüsse des KRAZAF zu erhalten, mussten die Krankenanstalten definierte Kriterien erfüllen, wie zum Beispiel Durchführung der Kostenrechnung oder eine  Leistungsstatistik nach  -  ICD-9.
Mit einer Vereinbarung über die Reform des Gesundheitswesens und der Krankenanstaltenfinanzierung wurde der KRAZAF mit Beginn 1997 durch den Strukturfonds auf Bundesebene und neun Landesfonds abgelöst. Damit konnte das seit vielen Jahren festgehaltene Ziel einer leistungsorientierten Krankenanstaltenfinanzierung erreicht werden.